# (168394) 1998 BX2
1998 بي أكس 2 (ويعرف أيضًا باسم (168394) 1998 بي أكس 2 وفق تسمية الكوكب الصغير) (بالإنجليزية: 1998 BX2)‏ هو كويكب ضمن حزام الكويكبات؛ وترتيبه 168394 من حيث الاكتشاف.
اكتُشف هذا الجُرم الفلكي بواسطة تاكيشي أوراتا ‏ في 19 يناير 1998.

## وصلات خارجية
- (168394) 1998 BX2 في قاعدة بيانات مختبر الدفع النفاث لأجرام النظام الشمسي الصغيرة

- الاكتشاف · مخطط المدار ·  العناصر المدارية · المعلمات المادية

- (168394) 1998 BX2 على موقع ويكي سكاي: DSS2, SDSS, GALEX, IRAS, Hydrogen α, X-Ray, Astrophoto, Sky Map, Articles and images